# Stefan Olsdal
Stefan Alexander Bo Olsdal (* 31. března 1974, Göteborg) je švédský baskytarista a hráč na klávesy v hudební skupině Placebo.
Stefan Olsdal začal svoji hudební dráhu v roce 1987, když hrál ve školním orchestru na bicí. Později přešel na klavír a basu, ve kterých našel větší zalíbení. Vyrostl v Lucembursku, kde náhodou potkal a poznal Briana Molka. Při jejich dalším setkání o 2 roky později v Londýně objevili svou lásku k hudbě a založili kapelu Astray Hearts. Molko později představil Stefana Olsdala Robertovi Schultzbergerovi a v trojici zakládají skupinu Placebo.
Stefan Olsdal je gay, mezi jeho hudební oblíbence patří Depeche Mode, ABBA, Iron Maiden, DJ Shadow či EOST.

## Externí odkazy

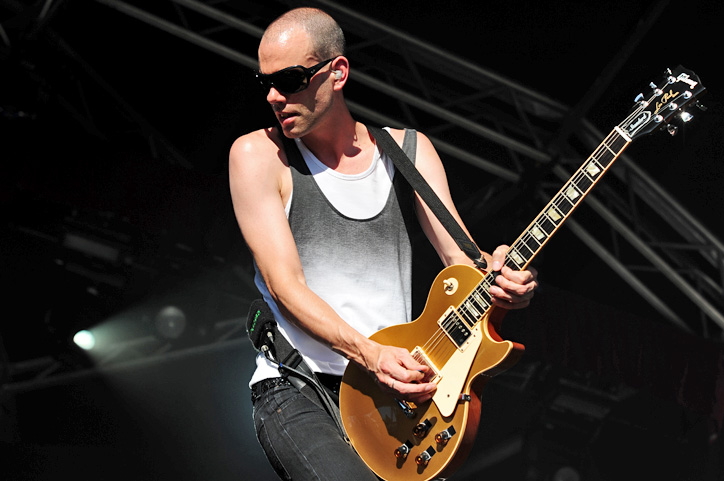
Stefan Olsdal